# Fabens
Fabens è un census-designated place degli Stati Uniti d'America, situato nella contea di El Paso dello Stato del Texas.
La popolazione era di 8 257 persone al censimento del 2010. Fa parte dell'area metropolitana di El Paso.

## Geografia fisica
Fabens è situata a 31°30′18″N 106°09′15″W (31.505072, -106.154129). Secondo lo United States Census Bureau, ha un'area totale di 4,35 miglia quadrate (11,26 km²), di cui 4,32 miglia quadrate (11,20 km²) di terreno e 0,023 miglia quadrate (0,06 km²), o 0,52%, d'acqua.
Fabens è circa 30 miglia (48 km) a sud est di El Paso, lungo il Rio Grande e la Interstate Highway 10.

## Società

### Evoluzione demografica
Secondo il censimento del 2000, c'erano 8.043 persone, 2.147 nuclei familiari e 1 874 famiglie residenti nella città. La densità di popolazione era di 2 179,8 persone per miglio quadrato (841,6 ab./km²). C'erano 2 279 unità abitative a una densità media di 617,7 per miglio quadrato (238,5 per km²). La composizione etnica della città era formata dal 74% di bianchi, lo 0,57% di afroamericani, lo 0,80% di nativi americani, l'1,02% di asiatici, il 21,73% di altre razze, e il 2,86% di due o più etnie. Ispanici o latinos erano il 96,16% della popolazione.
C'erano 2 147 nuclei familiari di cui il 55,9% aveva figli di età inferiore ai 18 anni, il 59,7% erano coppie sposate conviventi, il 23,5% aveva un capofamiglia femmina senza marito, e il 12,7% erano non-famiglie. L'11,2% di tutti i nuclei familiari erano individuali e il 5,6% aveva componenti con un'età di 65 anni o più che vivevano da soli. Il numero di componenti medio di un nucleo familiare era di 3,75 e quello di una famiglia era di 4,07.
La popolazione era composta dal 39,3% di persone sotto i 18 anni, l'11,1% di persone dai 18 ai 24 anni, il 26,7% di persone dai 25 ai 44 anni, il 15,1% di persone dai 45 ai 64 anni, e il 7,8% di persone di 65 anni o più. L'età media era di 25 anni. Per ogni 100 femmine c'erano 92,2 maschi. Per ogni 100 femmine dai 18 anni in giù, c'erano 84,9 maschi.
Il reddito medio di un nucleo familiare era di 18 486 dollari, e quello di una famiglia era di 20 451 dollari. I maschi avevano un reddito medio di 17 432 dollari contro i 16 354 dollari delle femmine. Il reddito pro capite era di 6 647 dollari. Circa il 41,2% delle famiglie e il 43,3% della popolazione erano sotto la soglia di povertà, incluso il 49,4% di persone sotto i 18 anni e il 40,0% di persone di 65 anni o più.